# NGC 2170
NGC 2170 ist ein Reflexionsnebel im Sternbild Einhorn südlich des Himmelsäquators, der rund 2700 Lichtjahre vom Sonnensystem entfernt ist. 
Das Objekt wurde am 16. Oktober 1784 von William Herschel entdeckt.

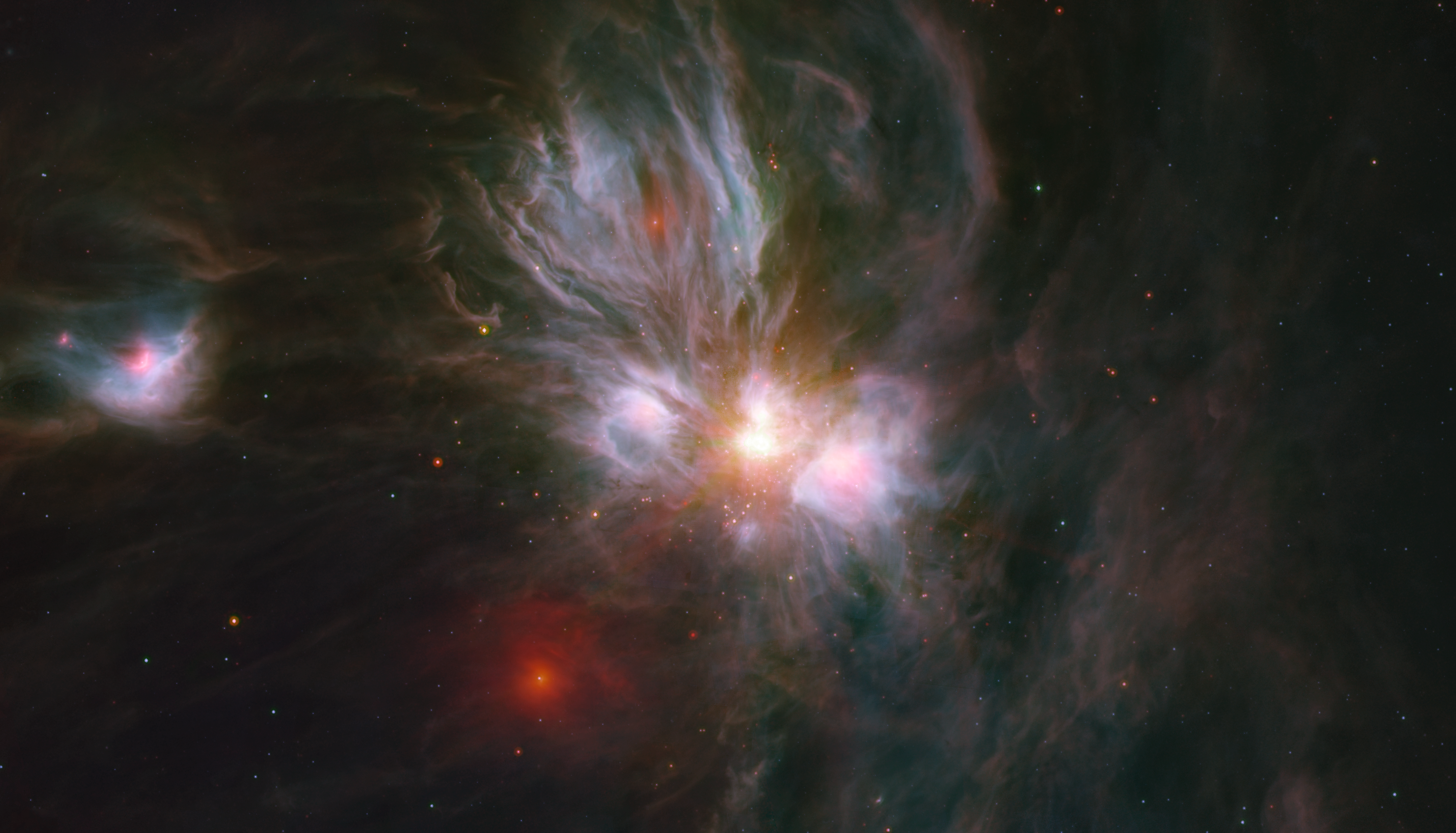
Infrarotaufnahme mithilfe des Spitzer-Weltraumobservatoriums und des Wide-Field Infrared Survey Explorers.
Infrarotaufnahme mit VISTA